# Francesco Tizza
Francesco Tizza, né le 24 février 1981 à Seregno, est un coureur cycliste italien. Il est professionnel de 2007 à 2010.

## Biographie
Fin 2014, La Gazzetta dello Sport révèle qu'il fait partie des clients du controversé médecin italien Michele Ferrari.

## Palmarès
- 2002
  - Trofeo Leto Sergio
  - 2e de la Freccia dei Vini
- 2003
  - Coppa Caduti Sant'Alluccio
- 2004
  - Trophée Marco Rusconi
  - 3e de la Coppa d'Inverno
- 2005
  - Trophée Giacomo Larghi
  - Circuito Salese
  - Circuito Pievese
  - 3e de Milan-Rapallo
- 2006
  - Medaglia d'Oro Città di Monza
  - Giro della Valsesia
  - Targa Libero Ferrario
  - 2e du Freccia dei Vini
  - 3e de la Coppa Colli Briantei Internazionale
- 2008
  - 2e du Tour du Jura

## Classements mondiaux
| Année           | 2005 | 2006 | 2007   | 2008 | 2009 |
| --------------- | ---- | ---- | ------ | ---- | ---- |
| UCI Europe Tour | 793e | 312e | 1 108e | 465e | 761e |